# La Luz Tenexcalco
La Luz Tenexcalco är en ort i Mexiko.   Den ligger i kommunen San Miguel Ahuehuetitlán och delstaten Oaxaca, i den sydöstra delen av landet, 210 km söder om huvudstaden Mexico City. La Luz Tenexcalco ligger 1 366 meter över havet och antalet invånare är 428.
Terrängen runt La Luz Tenexcalco är kuperad. Runt La Luz Tenexcalco är det glesbefolkat, med 11 invånare per kvadratkilometer. Närmaste större samhälle är Alpoyeca, 15,0 km väster om La Luz Tenexcalco. Omgivningarna runt La Luz Tenexcalco är en mosaik av jordbruksmark och naturlig växtlighet.